# Tamahere
Tamahere est une localité située dans un ward semi-rural et le district de Waikato, dans l’Île du Nord de la Nouvelle-Zélande. 

## Situation
Elle siège dans la limite rurale de la zone urbaine de la ville de Hamilton. Elle est bordée au nord par la ville de Matangi, à l’ouest, par celle de Peacocke et au nord-ouest par la ville de Riverlea.

## Communautés
Le long du village proprement dit, le ward de Tamahere inclus aussi la localité de The Narrows.

## Démographie
Selon le recensement de 2006, les zones de Tamahere et de Tauwhare avaient ensemble une  population combinée de 4 623 habitants . L’index socio-économique atteignait 1 à 10 en partant du secteur le plus pauvre sur la liste des zones à 2/10 (très faiblement défavorisé).

## Éducation
Tamahere Model Country School, est une école d’état assurant le primaire  (allant de l’année 1 à 6) avec en 2014 un taux de décile  de 10 et un effectif de 369 élèves.

## Explosion de l’entrepôt frigorifique de Tamahere
Le 5 avril 2008, un entrepôt de fromage prit feu, un pompier fut tué et sept autres blessés, quand un réfrigérant contenant 400 kg de propane et d’éthane explosa. Ultérieurement, le site resta inutilisé.

## Liens Externes
- (en) tamahere.com
- Ressource relative à la géographie :   - New Zealand Gazetteer